# U-Boot-Klasse XI
Der Typ XI war eine U-Bootklasse, die für die deutsche Kriegsmarine entwickelt wurde aber nie zum Einsatz kam. Der einzige Bauauftrag umfasste vier Boote dieser Unterseekreuzer, wurde jedoch nach Kriegsbeginn wieder storniert.

## Geplanter Einsatz
Als Operationsgebiet waren der Atlantik um Amerika und Afrika, die nordeuropäische Küste und das östliche Mittelmeer vorgesehen, auf den „… Nebenkriegsschauplätzen, die einmal wegen ihrer schwächeren organisierten Ubootsabwehrkraft den Einsatz des Art.Ubootes 1 auch als Uboot noch erlauben und die ferner für den Gegner doch eine derartige Bedeutung haben, daß er entsprechende Gegenmaßnahmen treffen muss“. Grundlage dieser Erwägungen und Forderungen der Marineleitung war ein Kriegsfall mit Frankreich und/oder Russland.

## Entwicklung und Technik
Grundsätzliche Überlegung, die zum Entwurf des Typ XI führte, war der Wunsch nach einem U-Boot, das den Kreuzerkrieg führen könnte. Eine starke Bewaffnung war dafür Voraussetzung, daher war für den Typ XI „Eine Artillerie, die in der Lage ist, den Kampf gegen einen Hilfskreuzer oder Flottillenführer auf weite Entfernungen (nicht unter 100 hm) wirkungsvoll zu führen.“ imstande wäre, vorgesehen.

### Besonderheiten der Bewaffnung
In der bilateralen Ergänzung des Deutsch-britischen Flottenabkommens wurde in Artikel 7 bestimmt, dass die Kriegsmarine über kein U-Boot verfügen dürfe, welches mit Geschützen über 130 mm Kaliber ausgestattet wäre. Statt mit den ursprünglich vorgesehenen vier 15-cm-Geschützen in zwei Geschütztürmen wurde also nun ab Juli 1937 mit 12,7-cm-Geschützen geplant. Als signifikant für den Typ XI hätten die zwei geschlossenen Zwillingstürme (je zwei Geschütze) gegolten, die vor und hinter dem Turm angelegt werden sollten. Zu dieser Zeit war der Einsatz von U-Booten nach Prisenordnung vorgesehen. Ein U-Boot sollte das feindliche Schiff stoppen, die Papiere einsehen, dann entweder die Mannschaft ausschiffen und das Fahrzeug versenken, oder aber eine Prisenbesatzung an Bord einsetzen.

### Weitere Besonderheiten
Für Aufklärungsmaßnahmen war vorgesehen, dem Typ XI ein eigenes kleines Aufklärungsflugzeug beizugeben. Ein Schwimmflugzeug, die Arado Ar 231, sollte in einer speziell dafür ausgelegten, aufrecht im Boot montierten Röhre mitgeführt, bei Bedarf an Deck zusammengesetzt und mit einem ebenfalls zusammenlegbaren Kran ins Wasser gesetzt werden.

### Daten und Fakten
- Verdrängung:
  - über Wasser 3140 m³
  - unter Wasser 3930 m³
- Länge: 115 m
- Breite: 9,5 m
- Tiefgang: 6,2 m
- Antrieb:
  - zur Überwasserfahrt acht 12-Zylinder-Dieselmotoren RS 38 Zw der MWM mit einer Leistung von je 2.200 PS
  - unter Wasser zwei Elektromotoren mit einer Leistung von je 1100 PS.
- Geschwindigkeit:
  - Höchstgeschwindigkeit über Wasser: 23 kn
  - über Wasser: 12 Knoten mit einer Reichweite von 15.800 sm
  - unter Wasser: 7 Knoten mit einer Reichweite von 50 sm
- Bewaffnung:
  - sechs Torpedorohre (4 Bug, 2 Heck), 12 Torpedos
  - vier 12,7-cm-SK C/34 (940 Schuss)
  - zwei 3,7-cm-SK C/30 (4.000 Schuss)
  - eine 2-cm-Flak C/30 (2.000 Schuss)
- Besatzung
  - 110 Mann

## Der Typ XI und das Flottenbauprogramm
Die Aufrüstung der deutschen Flotte ging mit den Verhandlungen zwischen dem Deutschen Reich und Großbritannien einher. Des Weiteren wurden innerhalb der Kriegsmarine entweder der verstärkte Bau von schweren Einheiten oder schwerpunktmäßige Aufrüstung von mittleren Einheiten für den Kreuzerkrieg favorisiert. Die aktualisierte Version des Flottenbauprogramms vom 1. November 1938, welche Generaladmiral Raeder Hitler vorgelegt hatte, sah einen verstärkten Ausbau der U-Bootwaffe vor. Geplant war die Fertigstellung von insgesamt sieben Typ-XI-Booten. Der daraus folgende Werftbelegungsplan minderte die zu erzielende Menge allerdings bereits Mitte Dezember wieder auf vier Boote dieses Typs. Der Bauauftrag erging im Rahmen des Z-Plans am 17. Januar 1939 an die Deschimag Weser AG in Bremen. Er umfasste die Boote U 112, U 113, U 114 und U 115 mit den Baunummern 977 bis 980. Sie waren für den Einsatz bei der 20. U-Flottille vorgesehen, die in Wilhelmshaven stationiert sein sollte und insgesamt bis zum Jahr 1944 über neun Typ-XI-Boote verfügen sollte.

### Ende des Projekts
Bereits im September 1938 hatte Kapitän Dönitz, damaliger FdU den verstärkten Ausbau des Bestandes an Typ-VII-Booten und Typ-IX-Booten auch auf Kosten anderer U-Bootklassen gefordert. Ein Jahr später forderte er: „… das Boot unter Minderung seiner Artilleriebewaffnung nur als schnelles Boot mit großem Aktionsradius zu bauen“. Der ursprünglich vorgesehene taktische Einsatz, der sich ja auf eine Auseinandersetzung hauptsächlich mit Russland und Frankreich, nicht aber mit der Seemacht Großbritannien bezog, war nun obsolet, somit auch das Konzept des U-Kreuzers. Für die Aufgaben eines sogenannten „Fern-Uboots“ waren die dafür konzipierten Boote vom Typ IX um einiges besser geeignet. Der Bauauftrag für die Typ-XI-Boote wurde somit annulliert und die 20. U-Flottille wurde eine Ausbildungsflottille – nicht in Wilhelmshaven, sondern in Pillau.